# Повіт Аккеші
Пові́т Акке́ші (яп. 厚岸郡, あっけしぐん, МФА: [ak̚.keɕi guɴ]) — повіт в Японії, в окрузі Кусіро префектури Хоккайдо. Станом на 30 червня 2011 року його площа становила 1162,51 км². Населення складало 17 206 осіб, а густота населення — 14,8 осіб/км².